# `13 Merry Christmas & Farewell
《`13 Merry Christmas & Farewell》은 2013년에 발표한 모던 록 밴드 디어 클라우드의 디지털 싱글 앨범이다.

## 수록곡
1. 따뜻해
2. 또 다른 꿈을 꾸는 날들